# Lucy Fitch Perkins
Lucy Adeline Fitch Perkins (Maples, Indiana, 12 de juliol de 1865 - Pasadena, Califòrnia, 18 de març de 1937) fou una il·lustradora i escriptora de llibres infantils estatunidenca, coneguda per l'obra Dutch Twins (Bessons Neerlandesos) de 1911 i les seves seqüeles, la sèrie de Twins (Bessons).

## Biografia
Lucy Fitch era filla d'Elizabeth (Bennett) Fitch i d'Appleton Howe. El seu pare era un mestre que es va traslladar a Aurons per co-fundar un fàbrica de barrils. La seva mare era mestra. Fitch es traslladà amb la seva mare a Hopkinton, Massachusetts, per viure amb els avis mentre el seu pare provava a recuperar-se d'un cop financer durant el Pànic de 1873. Infeliç amb les escoles de Hopkinton, la família va anar cap a Kalamazoo, Michigan, l'any 1879.

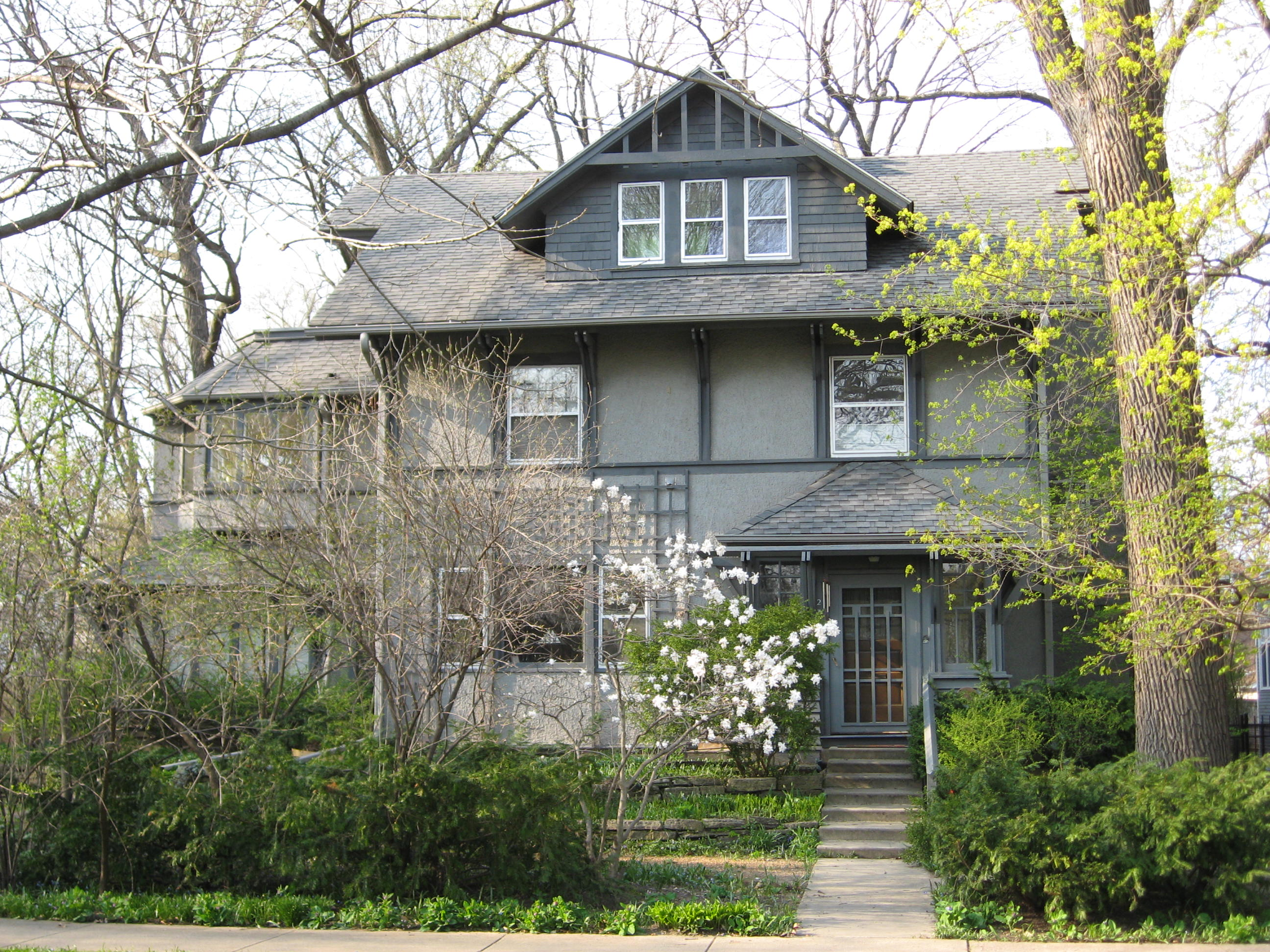
La casa de Lucy Fitch Perkins a Evanston, Illinois, dissenyada pel seu marit Dwight H. Perkins

Fitch es graduà a l'institut el 1883 i es traslladar a Boston, Massachusetts, per assistir al Museu de Belles Arts de Boston. Va conèixer en Dwight H. Perkins durant el seu tercer any a l'escola. Fitch va començar a escriure ficció per nens la revista independent Young Folks. Es va graduar l'any 1886 i va començar una feina com il·lustradora per l'empresa educativa Prang de Boston. Un any més tard, va seguir a en Walter Scott Perry fins l'Institut Pratt de Brooklyn, Nova York, per esdevenir la seva ajudant. Fitch ho va deixar el 18 d'agost de 1891, per casar-se amb ell i traslladar-se a Chicago, Illinois.
Llavors Perkins va centrar-se a les tasques de la llar, escrivint només de tant en tant. Però, després del seu marit patís les conseqüències del Pànic de 1893, Perkins va començar per escriure per aportar als ingressos familiars. L'oficina de Chicago del l'empresa Educativa Prang va emplear Perkins durant els següents 10 anys, oferint-li oportunitats per ensenyar e il·lustrar. L'any 1905, el seu marit va ser fixat com cap d'arquitectura per la Junta d'Educació de Chicago; el que els va permetre la construcció d'una casa nova a Evanston (Illinois).
El 1906, Perkins va publicar la seva primera feina, The Goose Girl, una col·lecció de les rimes dels nens. Un any més tard, va seguir amb Book of Joys: A Story of a New England Summer, però ambdues feines van tenir una rebuda discreta. L'any 1911, va publicar Dutch Twins, la seva primera obra important. El llibre va ser inspirat per un amic, en Edwin Osgood Grover, que va veure una fotografia d'un dibuix de Perkins d'un parell de nens Neerlandesos. Grover va suggerir a Perkins que dissenyés una sèrie centrada al voltant dels bessons. Perkins va seguir el consell, i la sèrie de Bessons va esdevenir un èxit popular. Va publicar 26 llibres en la sèrie de Bessons pel Houghton Mifflin. Per cada llibre, Perkins intentaria entrevistar un individu que va créixer al país donat i així obtenir una comprensió de cada tarannà particular. Llibres més tardans de la sèrie, com Els The American Twins of the Revolution, canvià història per geografia com la trama de fons pels bessons.
Perkins va vendre més de 2 milions de còpies dels seus llibres i esdevingué l'autora més profitosa de Houghton Mifflin. El seu darrer llibre, Dutch Twins and Little Brother, va ser publicat de manera póstuima el 1938. Va morir a Pasadena, Califòrnia, d'un atac de cor per trombosi coronària el18 de març de 1937; tot just s'hi havien mudat allà amb el seu marit en un esforç per recuperar una bona salut. Perkins va tenir dos nens: Eleanor Ellis, una escriptora, i Lawrence Bradford, un arquitecte.
El seu llibre The Dutch Twins és conegut per haver inspirat l'autora de contes per nens Beverly Cleary per començar a llegir.
Perkins també va proporcionar il·lustracions per la sèrie de contes de fades d'Edith Ogden Harrison, publicada els anys primers anys del segle xx.
Una escola pública del barri Big Oaks de Chicago va ser anomenada en honor de Perkins. L'escola va ser construïda per estudiants K-6. Quan va obrir, hi hi havia una pintura a l'oli de Perkins exhibida al passadís prop de l'entrada principal. L'escola i la propietat va ser més tard venuda i el bloc va ser reformat com a cases familiars.

## Feines destacades
- Prince Silverwings and Other Fairy Tales, escrit per Edith Ogden Harrison (McClurg, 1902) – el primer de diverses col·laboracions amb Harrison
- The Goose Girl: A mother's lap book of rhymes and pictures (McClurg, 1906)

Abans de començar la sèrie de Twins (Bessons), Perkins va il·lustrar, i de vegades contribuir com a editora o escriptora, a edicions noves de faules d'Aesop, contes de fades d'Anderson i Grimm, mitologia clàssica d'Hawthorne, i Robin Hood.

### Sèrie de bessons (completa)
| Sèrie geogràfica - The Dutch Twins (1911) - The Japanese Twins (1912) - The Irish Twins (1913) - The Eskimo Twins (1914) - The Mexican Twins (1916) - The Belgian Twins (1917) - The French Twins (1918) - The Scotch Twins (1919) - The Italian Twins (1920) - The Puritan Twins (1921) - The Swiss Twins (1922) - The Filipino Twins (1923) - The Farm Twins (1928) - The Pickaninny Twins (1931) - The Chinese Twins (1934) - The Norwegian Twins (1933) - The Spanish Twins (1934) - The Dutch Twins and Little Brother (1938) - The Dutch Twins Primer | Sèrie històrica - The Cave Twins (1915) - The Spartan Twins (1918) - The Colonial Twins of Virginia (1924) - The American Twins of 1812 (1925) - The American Twins of The Revolution (1926) - The Pioneer Twins (1927) - The Indian Twins (1938) |

## Mostra
- St. Nicholas (serial), 1873
- The Bookshelf for boys and girls Little Journeys into Bookland, 1912